# Гута-Ґрущино
Гута-Ґрущино (пол. Huta Gruszczyno) — село в Польщі, у гміні Сточек Венґровського повіту Мазовецького воєводства.
Населення — 103 особи (2011).
У 1975-1998 роках село належало до Седлецького воєводства.

## Демографія
Демографічна структура станом на 31 березня 2011 року:
|          | Загалом | Допрацездатний вік | Працездатний вік | Постпрацездатний вік |
| -------- | ------- | ------------------ | ---------------- | -------------------- |
| Чоловіки | 49      | 14                 | 27               | 8                    |
| Жінки    | 54      | 13                 | 28               | 13                   |
| Разом    | 103     | 27                 | 55               | 21                   |